# Head Off
Head Off ist das siebte Studioalbum der schwedischen Rockmusik-Band The Hellacopters aus dem Jahr 2008.

## Entstehung
Nach der Bekanntgabe, dass sich die Band auflösen werde, brachten The Hellacopters Head Off als letztes Album heraus. Es besteht vollständig aus Coverversionen von Songs anderer Bands, die The Hellacopters in ihrer 14-jährigen Karriere begleitet oder beeinflusst hatten. Dabei handelt es sich im Wesentlichen um skandinavische und US-amerikanische Rockbands.
Chips Kiesbye war erneut für dieses Album mit der Band als Musikproduzent tätig. Zudem ist er im Hintergrundgesang zu hören. Stefan Boman spielte Piano bei „Another Turn“.

## Titelliste
| Nr. | Titel                         | Text und Musik                                    | Originalinterpret | Länge |
| --- | ----------------------------- | ------------------------------------------------- | ----------------- | ----- |
| 1   | Electrocute                   | Carlsson                                          | Demons            | 02:43 |
| 2   | Midnight Angels               | Hägerås, Wolfbrandt, Fransson, Sandström, Wind    | The Peepshows     | 02:48 |
| 3   | (I'm) Watching You            | Burks, Cartwright, Drake, Fieldhouse, Silveroli   | The Humpers       | 02:13 |
| 4   | No Salvation                  | Karlsson, Andersson, Andersson, Björnlund         | The Turpentines   | 03:56 |
| 5   | In the Sign of the Octopus    | Ahlgren, Lång Hallgren, Wawrzeniuk, Klemensberger | The Robots        | 03:05 |
| 6   | Veronica Lake                 | Davidson, Reber, Weber, Randt                     | New Bomb Turks    | 02:41 |
| 7   | Another Turn                  | Guttormsson                                       | The Maharajas     | 01:59 |
| 8   | I Just Don't Know About Girls | Spittles                                          | Asteroid B-612    | 03:28 |
| 9   | Rescue                        | Cole                                              | Dead Moon         | 03:51 |
| 10  | Making Up for Lost Time       | Fate                                              | The Bellrays      | 02:33 |
| 11  | Throttle Bottom               | Sims                                              | Gaza Strippers    | 02:39 |
| 12  | Darling Darling               | Dräckes, Värmby                                   | The Royal Cream   | 03:58 |

## Singleauskopplungen
Die Band brachte am 19. März 2008 den Song „In the Sign of the Octopus“ und am 5. September 2008 „Darling, Darling“ als Single heraus.

## Kritiken
„Die Band drückt der Auswahl an eher unbekannten Songs von größtenteils vergessenen Neunziger-Jahre-Garagen-Bands unverkennbar ihren ureigenen Sound-Stempel auf.“

„Eine Abschiedsvorstellung, die wie ein eigenständiges Album klingt und dem Ende einer vierzehnjährigen Bandkarriere würdig erscheint.“